# Carl-August-Allee

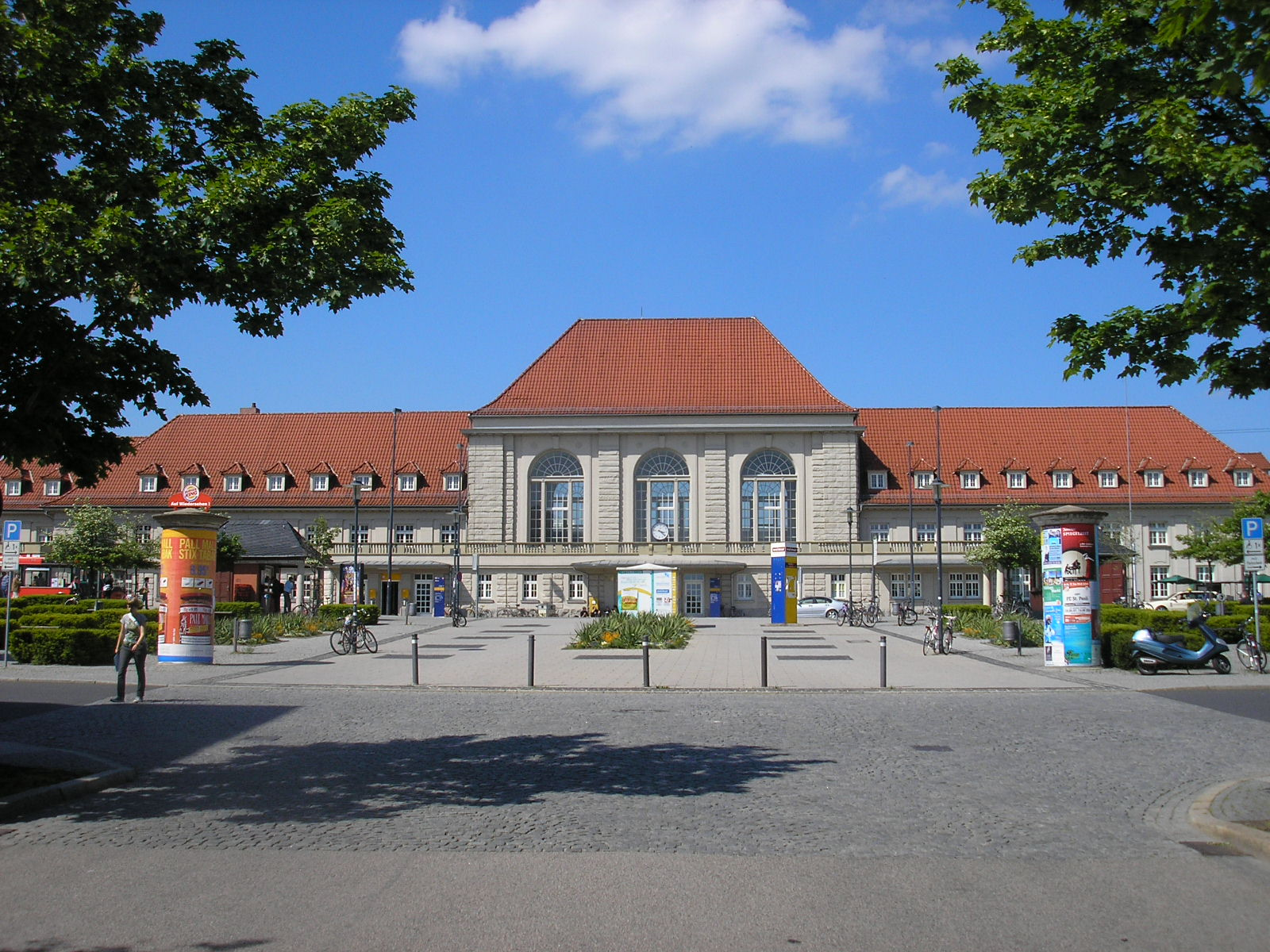
Hauptbahnhof Weimar

Die Carl-August-Allee in der Nordvorstadt von Weimar, benannt nach dem Großherzog Carl August von Sachsen-Weimar-Eisenach (1757–1828), ist ein vom Bahnhof Weimar über den August-Baudert-Platz, wo sie die Schopenhauerstraße überquert, über den Buchenwaldplatz und den Rathenauplatz führender Straßenzug in Richtung Innenstadt, wo sie an der Karl-Liebknecht-Straße/Friedensstraße endet. Sie wird außerdem von der Meyerstraße und der Carl-von Ossietzky-Straße gekreuzt. Es betrifft die Flurstück(e) 96/5, 96/7, 96/8.
Sie hieß einst Sophienstraße und wurde erst 1867 angelegt. Zu DDR-Zeiten hieß sie Lenin-Straße. Die wichtigsten Gebäude in diesem Bereich sind das Stegmannsches Haus, welches das älteste Gebäude der Straße ist, das dem zeitlich unmittelbar folgende Hotel Kaiserin Augusta, das ehemalige Hotel Victoria und das Neue Museum. In die Planungen dürfte Ernst Heinrich Kohl involviert gewesen sein, der ja den Standort des Neuen Museums festgelegt hatte, an der Stelle, wo es sich befindet. Letztlich lief einst die Straßenbahn hierdurch, die vom E-Werk aus betrieben wurde. Der Ausbau des Bahnhofsviertels, dessen Mittelachse die Carl-August-Allee bildet, geht letztendlich auf Kohl zurück. Insgesamt eröffnet sich in Richtung Norden zum Bahnhof hin ein repräsentativer Straßenzug. In der Carl-August-Allee 8/10 befindet sich eine Außenstelle des Thüringer Landesamt für Umwelt, Bergbau und Naturschutz. An dieser Stelle befand sich im Nationalsozialismus das Polizeipräsidium. Ein weiterer Residenzwohnbau ist die Carl-August-Allee 12. Am Rathenauplatz befinden sich weitere im Renaissancestil errichtete historistische Schulgebäude. Eines davon hatte Carl Martin von Stegmann entworfen, das 1868–1871 errichtet wurde. Das andere, das Sophien-Gymnasium errichtete 1886–1888 der Weimarer Stadtbaumeister Reinhardt Ferdinand Albert Has (1850–1940). Weiterhin zu erwähnen ist das Gauforum. Ein Gebäude davon wird vom Thüringer Landesamt für Umwelt, Bergbau und Naturschutz genutzt.
Der gesamte Bereich des Bahnhofsviertels steht unter Carl-August-Allee in der Liste der Kulturdenkmale in Weimar (Sachgesamtheiten und Ensembles). Einige Gebäude stehen auf der Liste der Kulturdenkmale in Weimar (Einzeldenkmale). In den Denkmalschutz ist auch die historische Bepflanzung inbegriffen.

Carl-August-Allee
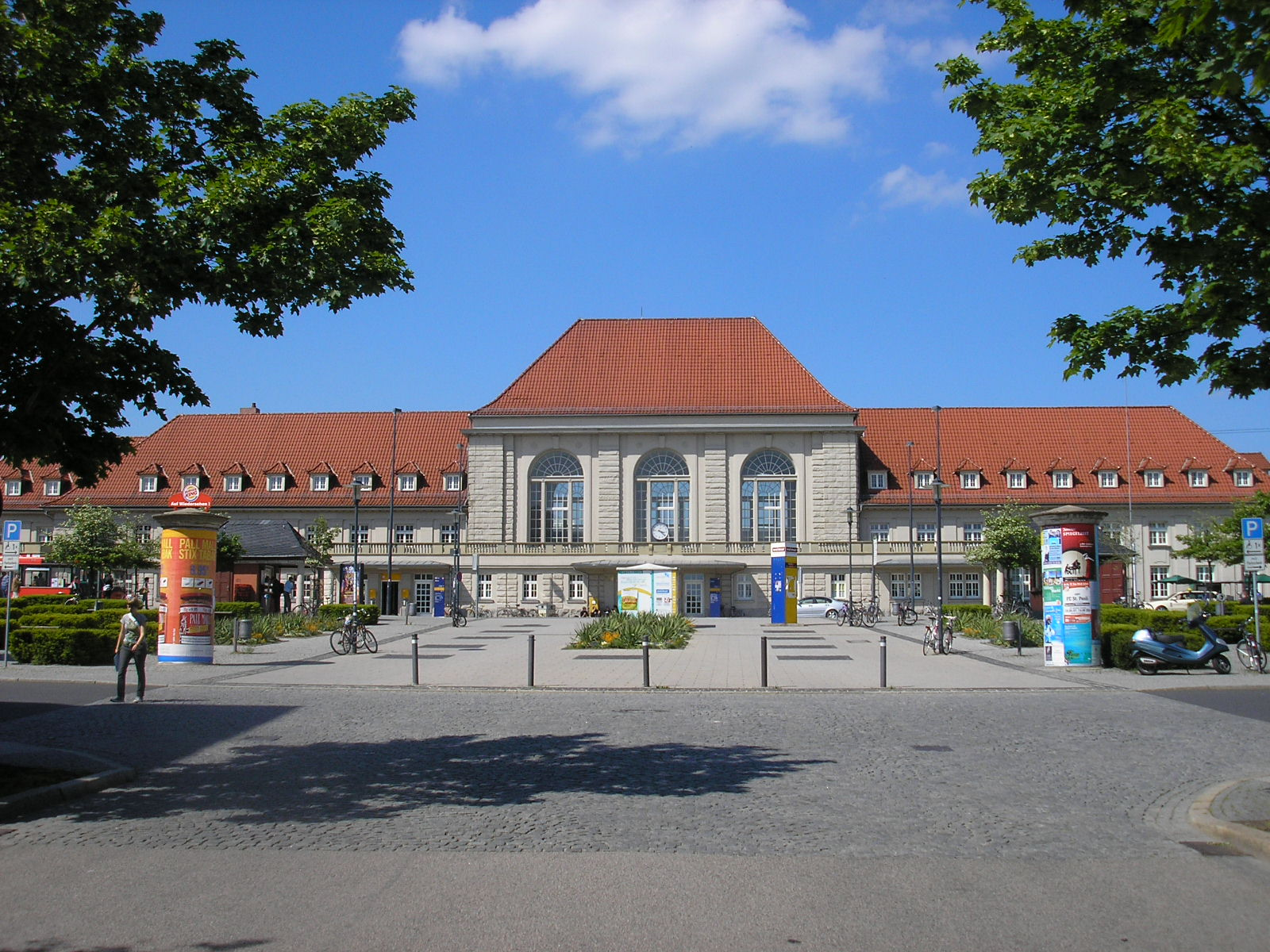
Hauptbahnhof Weimar
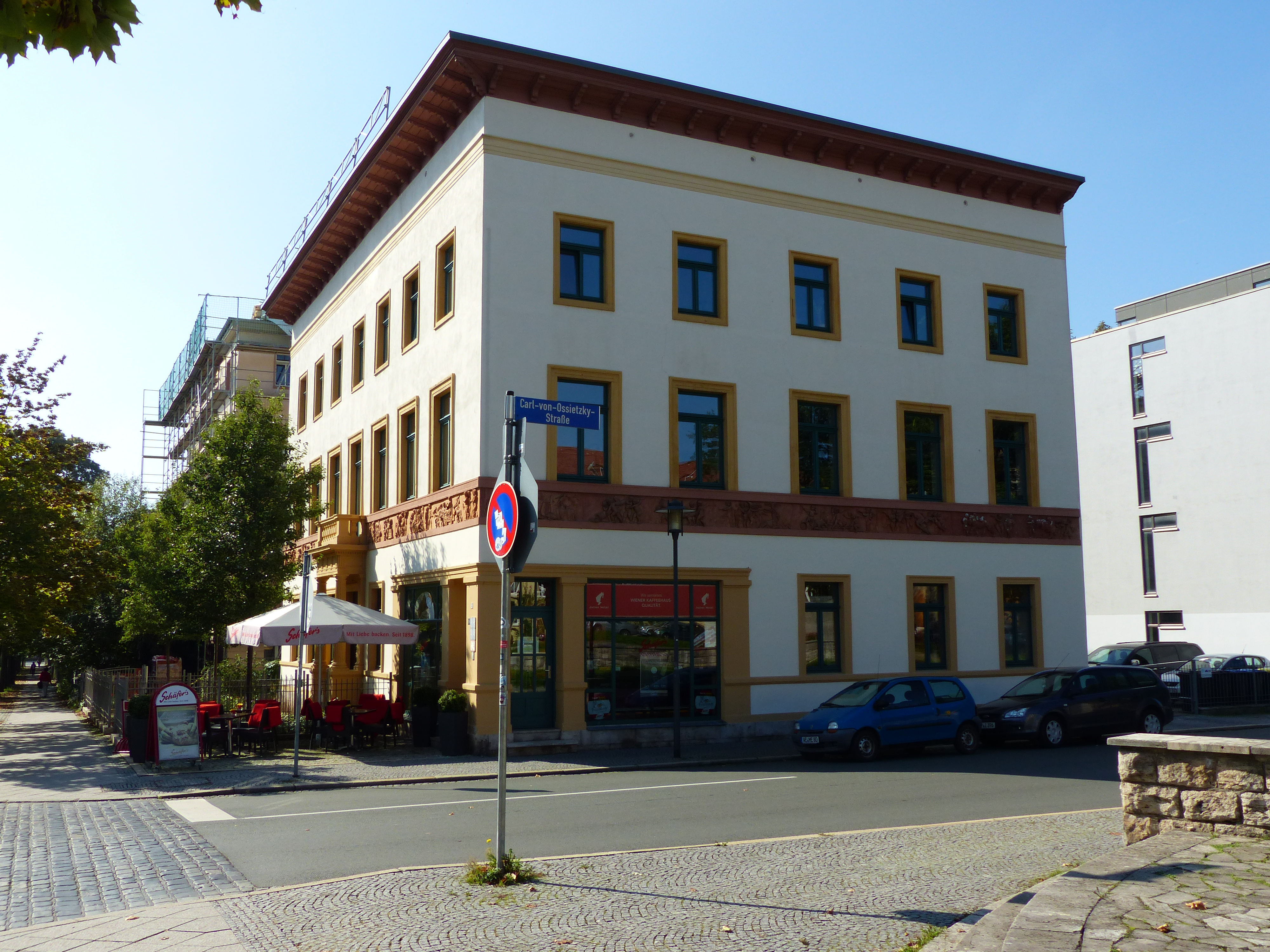
Stegmannsches Haus Nordseite
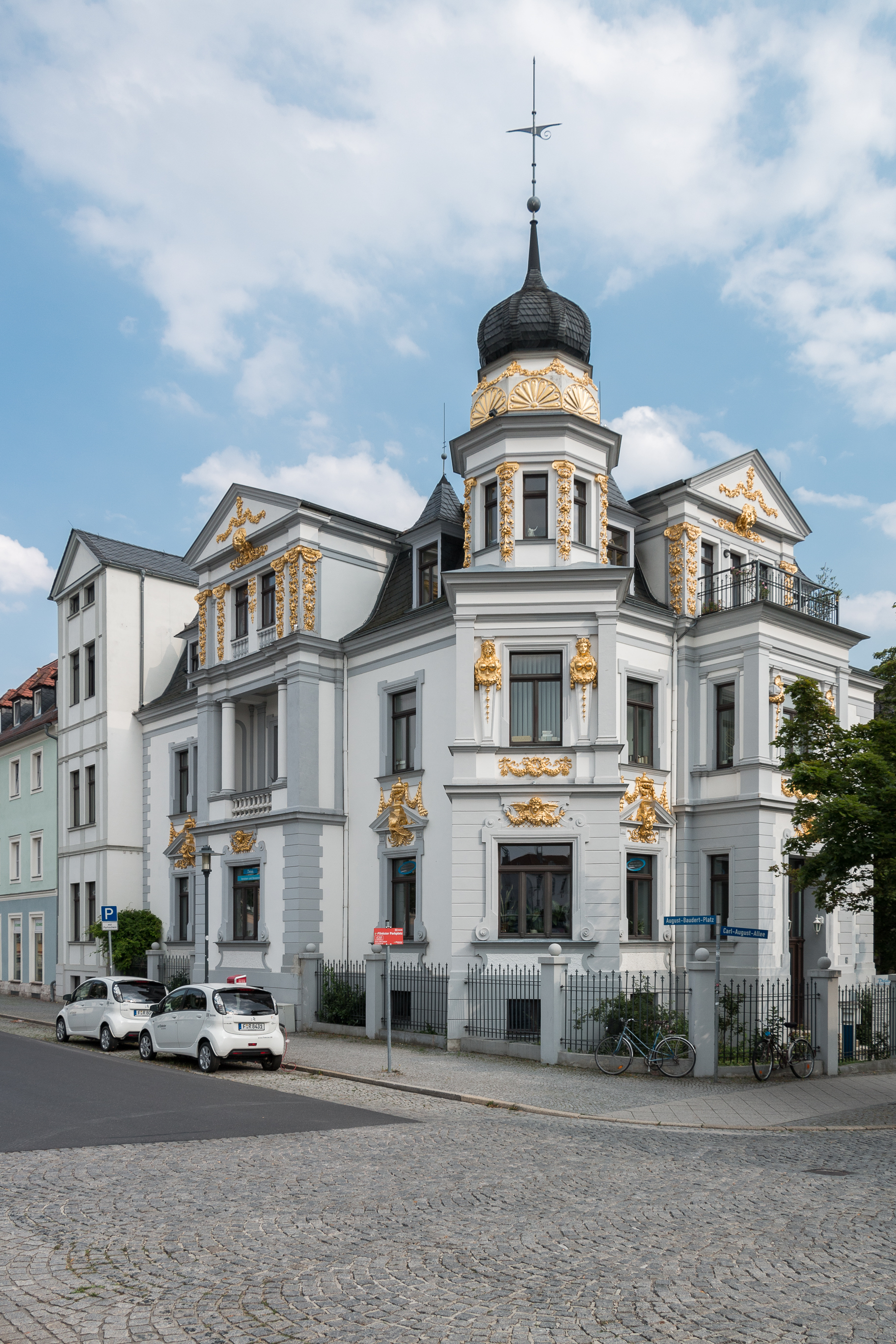
Geschäftshaus Carl August-Allee 16, ein ehemaliges Hotel
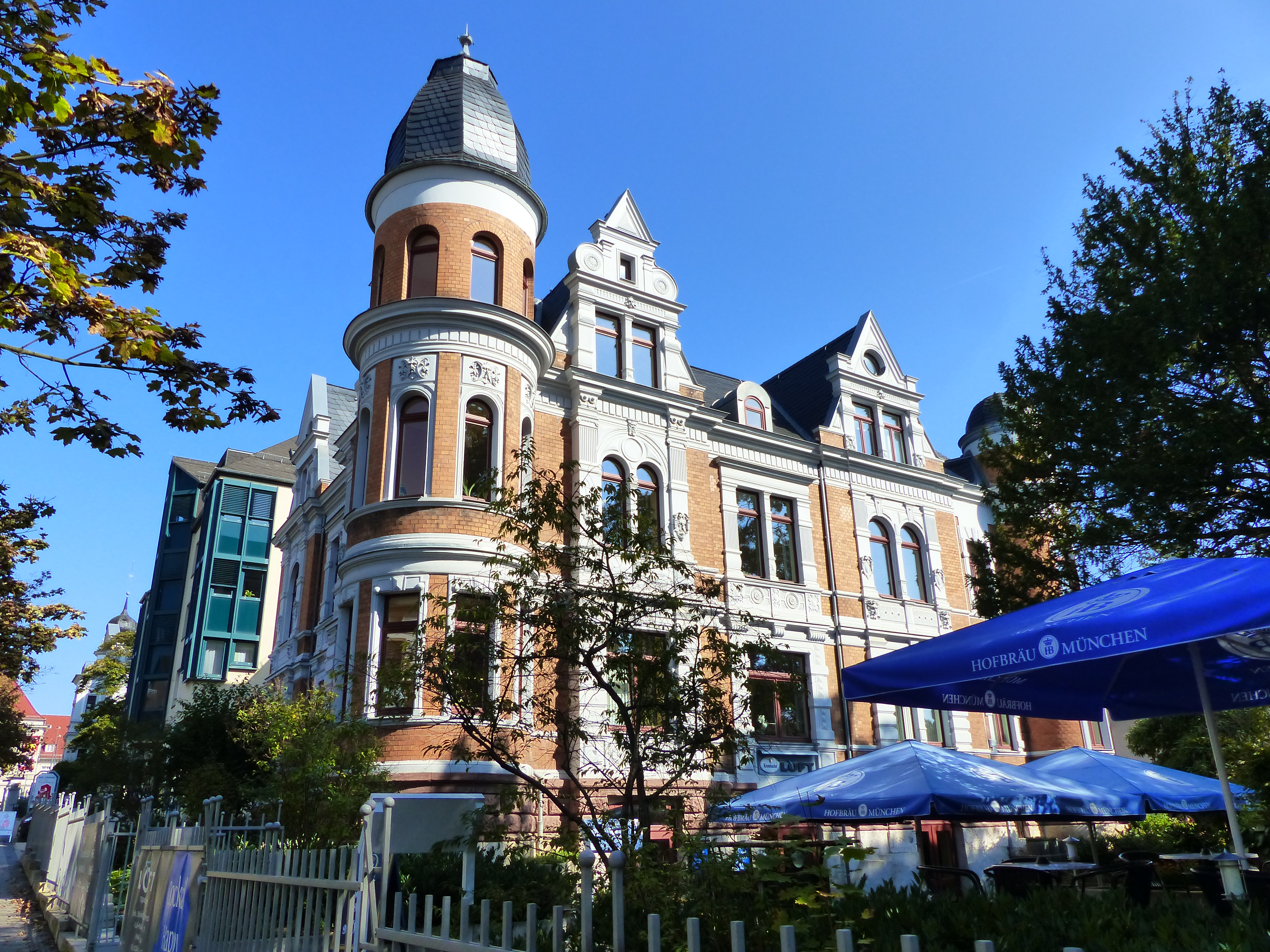
Carl-August-Allee 12, Geschäftshaus
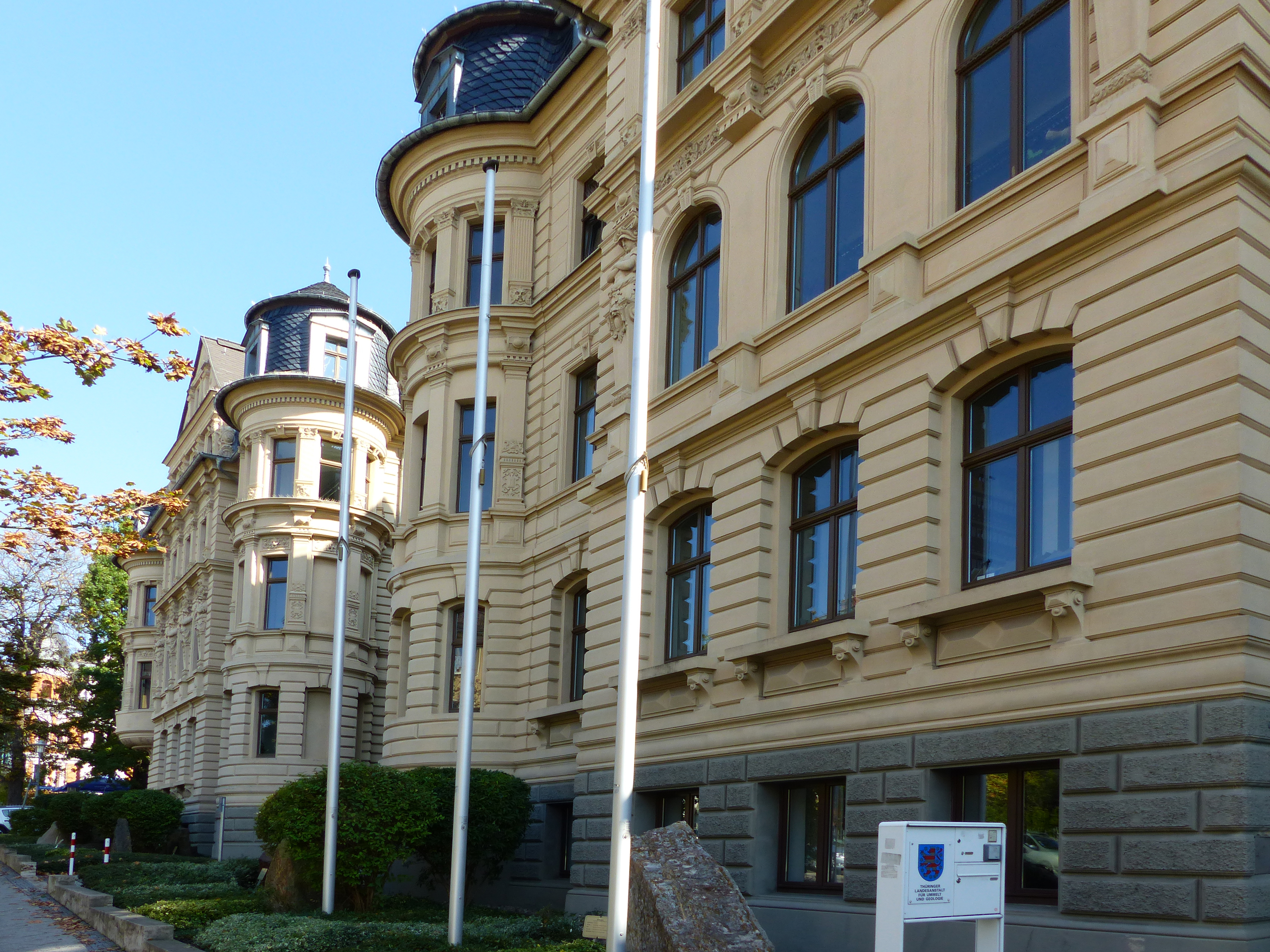
Carl-August-Allee 8–10, Außenstelle Weimar II des Thüringer Landesamtes für Umwelt, Bergau und Naturschutz